# To the Struggle Against World Terrorism
To the Struggle Against World Terrorism (även känd som Tear of Grief och Tear Drop Memorial) är en tio våningar hög skulptur av Zurab Tsereteli, skänkt till Förenta Staterna som en officiell gåva från den ryska staten som ett minnesmärke tillägnat offren för 11 september-attackerna 2001 (av vilka 26 offer var ryska) och bombningen av World Trade Center 1993.
Minnesmärket är placerat vid Upper New York Bay, längst ut på före detta Military Ocean Terminals pir i Bayonne i New Jersey. Byggnadsarbetet påbörjades den 16 september 2005 vid en ceremoni i närvaro av Rysslands president Vladimir Putin. Avtäckningen ägde rum den 11 september 2006 vid en ceremoni i närvaro av förre amerikanske presidenten Bill Clinton.